# TIFF 2006
Cea de-a cincea ediție a Festivalul Internațional de Film Transilvania 2006 s-a desfășurat în perioada 2 iunie - 11 iunie 2006 la Cluj. Juriul a fost format din cinci membri: regizorul Radu Mihăileanu, actrița Anamaria Marinca, istoricul și criticul de film David Robinson, regizorul Kornel Mundruczo și directoarea Centrului Islandez de Film Laufey Gudjónsdóttir.
România reprezentată de filmele A fost sau n-a fost? în regia lui Corneliu Porumboiu și de Cum mi-am petrecut sfârșitul lumii în regia lui Cătălin Mitulescu, a intrat în competiție cu alte 10 filme pentru câștigarea Trofeului Transilvania.
Premiul de Excelență în cinematografia românească a fost acordat actorului Ștefan Iordache.

## Filmele din competiția oficială
| Titlu original                     | Țara            | Regizor                      |
| ---------------------------------- | --------------- | ---------------------------- |
| A fost sau n-a fost?               | România         | Corneliu Porumboiu           |
| A Soap                             | Danemarca       | Pernille Fischer Christensen |
| Aislados                           | Spania          | David Marquez                |
| Cum mi-am petrecut sfârșitul lumii | România         | Cătălin Mitulescu            |
| Douches froides                    | Franța          | Antony Cordier               |
| Historias del Desencanto           | Mexic           | Alejandro Valle              |
| El Aura                            | Argentina       | Fabian Bielinsky             |
| Ode to Joy                         | Polonia         | Maciej Migas                 |
| Taxidermia                         | Ungaria         | Gyorgy Palfi                 |
| The Yacoubian Building             | Egipt           | Marwan Hamed                 |
| Tzameti                            | Franța/ Georgia | Gela Babluani                |
| Viva Zapatero                      | Italia          | Sabina Guzzanti              |